# Arnold Vanderlyde
Arnold Petrus Maria Vanderlyde nebo také Vanderlijde (* 24. ledna 1963 Sittard) je bývalý nizozemský boxer těžké váhy, používající obrácený gard. Boxoval od patnácti let pod vedením trenéra Jana Derhaaga, ve své amatérské kariéře vyhrál 233 ze 254 zápasů. Na olympijských hrách získal v letech 1984, 1988 a 1992 tři bronzové medaile v řadě. Je stříbrným medailistou z mistrovství světa amatérů v boxu z let 1986 a 1991, v letech 1987, 1989 a 1991 získal titul mistra Evropy, osmkrát byl mistrem Nizozemska. V roce 1991 byl zvolen nizozemským sportovcem roku, v roce 1994 mu byl udělen Oranžsko-nasavský řád. Na rozdíl od většiny úspěšných amatérských boxerů se nikdy nepokusil o profesionální kariéru a začal podnikat jako firemní poradce a motivační řečník. Vydal knihu Fighting for success!, byl porotcem literární ceny LGD Poëzieprijs.